# إيدرسون مورايس
إيدرسون مورايس (بالبرتغالية: Ederson Moraes) والذي يعرف باسم إيدرسون (بالبرتغالية: Ederson) (مواليد 17 أغسطس 1993, بمدينة أوساسكو في البرازيل) هو لاعب كرة قدم برازيلي، يلعب في حراسة المرمى. لعب مع نادي ريبيراو ونادي ريو أفي في السابق إلى أن انضم لنادي بنفيكا البرتغالي قادما في صيف 2015 بمبلغ 500 ألف يورو. لكنه يلعب حاليًا مع مانشستر سيتي الإنجليزي بعدما انتقل إليهم مقابل 40 مليون يورو. ويصبح بذلك صاحب رابع أعلى قيمة انتقال لحارس مرمى.

#### بنفيكا

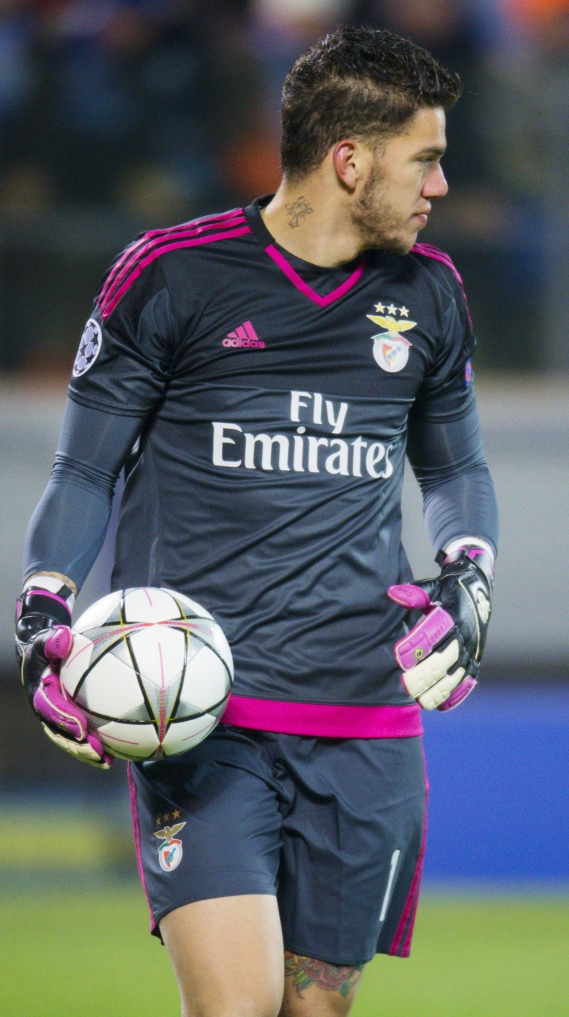

#### مانشستر سيتي

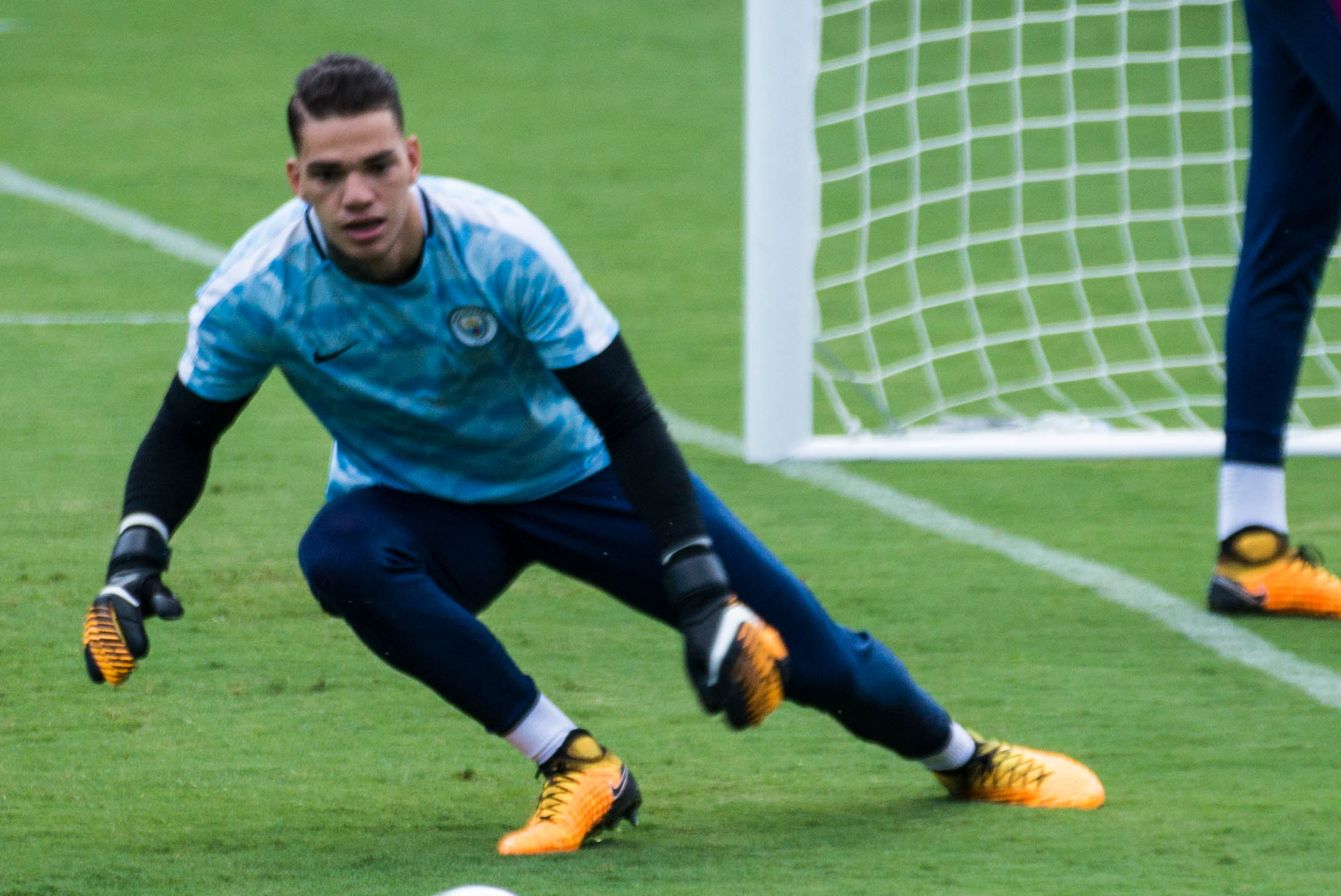

### مسيرته الدولية

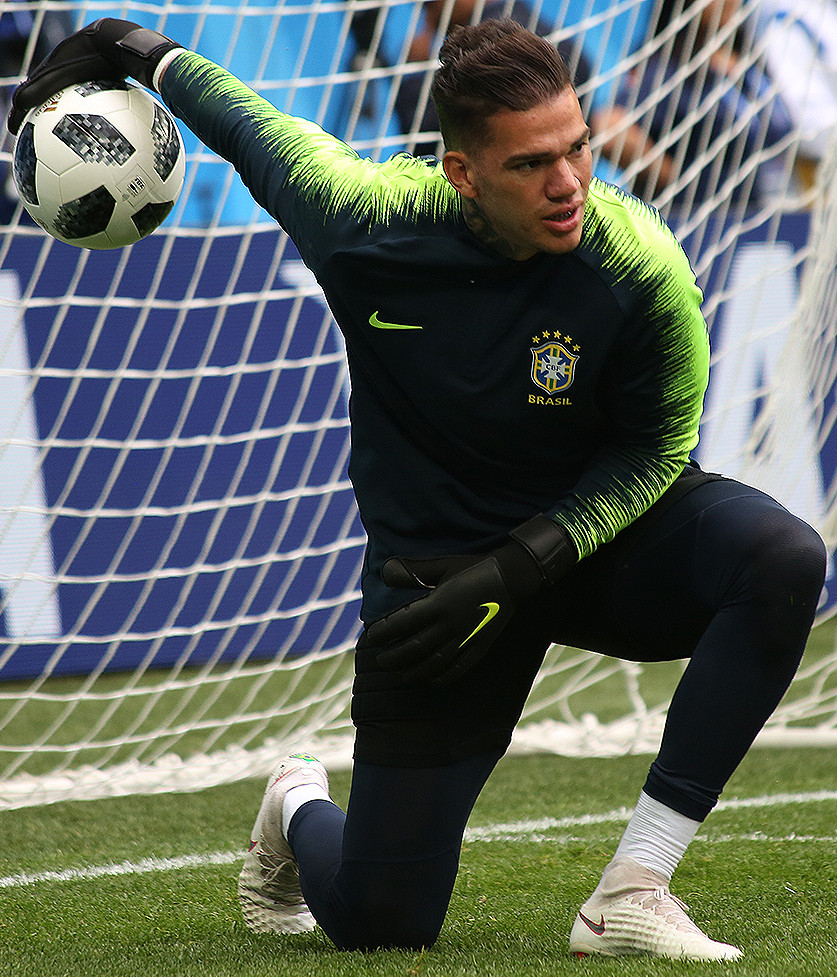

## الحياة الشخصية
حصل إدرسون على الجنسية البرتغالية في عام 2016. جسده مغطى بشكل كبير بالوشم، بما في ذلك وردة وجمجمة على رقبته، وأجنحة ملاك على ظهره وكأس الدوري البرتغالي الممتاز على ساق؛ والتي فاز بها بنفيكا في عام 2015 وعام 2016.

## الإحصائيات

### النادي
آخر تحديث المباراة التي لعبت في 12 مارس 2019.
| النادي        | الموسم                    | الدوري                   | الدوري | الدوري  | الكأس الوطني | الكأس الوطني | كأس الدوري | كأس الدوري | أوروبا | أوروبا  | أخرى   | أخرى    | المجموع | المجموع |
| النادي        | الموسم                    | الدرجة                   | الظهور | الأهداف | الظهور       | الأهداف      | الظهور     | الأهداف    | الظهور | الأهداف | الظهور | الأهداف | الظهور  | الأهداف |
| ------------- | ------------------------- | ------------------------ | ------ | ------- | ------------ | ------------ | ---------- | ---------- | ------ | ------- | ------ | ------- | ------- | ------- |
| ريبيراو       | 2011–12                   | الدرجة الثانية           | 29     | 0       | 1            | 0            | 0          | 0          | —      | —       | —      | —       | 30      | 0       |
| ريو أفي       | 2012–13                   | الدوري البرتغالي الممتاز | 2      | 0       | 2            | 0            | 3          | 0          | —      | —       | —      | —       | 7       | 0       |
| ريو أفي       | 2013–14                   | الدوري البرتغالي الممتاز | 18     | 0       | 7            | 0            | 3          | 0          | —      | —       | —      | —       | 28      | 0       |
| ريو أفي       | 2014–15                   | الدوري البرتغالي الممتاز | 17     | 0       | 5            | 0            | 4          | 0          | 2      | 0       | 0      | 0       | 28      | 0       |
| ريو أفي       | المجموع                   | المجموع                  | 37     | 0       | 14           | 0            | 10         | 0          | 2      | 0       | 0      | 0       | 63      | 0       |
| بنفيكا بي     | ليغا برو 2015–16          | ليغا برو                 | 4      | 0       | —            | —            | —          | —          | —      | —       | —      | —       | 4       | 0       |
| بنفيكا        | موسم نادي بنفيكا 2015–16 ‏ | الدوري البرتغالي الممتاز | 10     | 0       | 0            | 0            | 5          | 0          | 3      | 0       | 0      | 0       | 18      | 0       |
| بنفيكا        | موسم نادي بنفيكا 2016–17 ‏ | الدوري البرتغالي الممتاز | 27     | 0       | 3            | 0            | 3          | 0          | 5      | 0       | 0      | 0       | 38      | 0       |
| بنفيكا        | المجموع                   | المجموع                  | 37     | 0       | 3            | 0            | 8          | 0          | 8      | 0       | 0      | 0       | 56      | 0       |
| مانشستر سيتي  | مانشستر سيتي موسم 2017–18 | الدوري الإنجليزي الممتاز | 36     | 0       | 0            | 0            | 0          | 0          | 9      | 0       | —      | —       | 45      | 0       |
| مانشستر سيتي  | 2018–19                   | الدوري الإنجليزي الممتاز | 30     | 0       | 3            | 0            | 1          | 0          | 8      | 0       | 0      | 0       | 42      | 0       |
| مانشستر سيتي  | المجموع                   | المجموع                  | 66     | 0       | 3            | 0            | 1          | 0          | 17     | 0       | 0      | 0       | 87      | 0       |
| إجمالي مسيرته | إجمالي مسيرته             | إجمالي مسيرته            | 173    | 0       | 21           | 0            | 19         | 0          | 27     | 0       | 0      | 0       | 240     | 0       |

1. ↑  Includes كأس البرتغال
2. ↑  Includes كأس الدوري البرتغالي
3. ↑  Appearances in الدوري الأوروبي
4. 1 2 3 4  Appearances in دوري أبطال أوروبا

### المنتخب
آخر تحديث التي لعبت في 23 مارس 2019.
| المنتخب الوطني | السنة   | الظهور | الأهداف |
| -------------- | ------- | ------ | ------- |
| البرازيل       | 2017    | 1      | 0       |
| البرازيل       | 2018    | 2      | 0       |
| البرازيل       | 2019    | 1      | 0       |
| المجموع        | المجموع | 4      | 0       |

## الإنجازات
ريو أفي
- كأس البرتغال الوصيف: 2013–14
- كأس الدوري البرتغالي الوصيف: 2013–14

بنفيكا
- الدوري البرتغالي الممتاز: 2015–16، 2016–17
- كأس البرتغال: 2016–17
- كأس الدوري البرتغالي: 2015–16

مانشستر سيتي
- الدوري الإنجليزي الممتاز: 2017–18، 2018–19، 2020–21، 2021–22، 2022–23[12]
- كأس الاتحاد الإنجليزي: 2018–19، 2022–23
- كأس رابطة الأندية الإنجليزية المحترفة: 2017–18،[13] 2018–19[14]، 2019–20، 2020–21
- دوري أبطال أوروبا: 2022–23
- درع الاتحاد الإنجليزي: 2019[5]

### الفردية
- جائزة أفضل حارس مرمى في العالم: 2023[15]

- منتخب السنة لأوجوغو: 2016[16]
- جوائز الدوري البرتغالي: 2016–17[17]
- دوري أبطال أوروبا: Breakthrough XI (اختراق الحادي عشر): 2017[6]
- فريق اتحاد لاعبي كرة القدم المحترفين لهذا العام: 2018-19 الدوري الممتاز[18]
- جائزة غلوب سوكر لأفضل حارس في العالم 2024.[19]

## روابط
- إيدرسون مورايس على موقع الاتحاد الدولي (مؤرشف)  (الإنجليزية)
- إيدرسون مورايس على موقع الاتحاد الأوربي (الإنجليزية)
- إيدرسون مورايس على موقع إي إس بي إن إف سي (الإنجليزية)
- إيدرسون مورايس على موقع قاعدة بيانات كرة القدم.إي يو (الإنجليزية)
- إيدرسون مورايس على موقع ليكيب (الفرنسية)
- إيدرسون مورايس على موقع ناشيونال فوتبول تيمز (الإنجليزية)
- إيدرسون مورايس على موقع Soccerbase.com (لاعب) (الإنجليزية)
- إيدرسون مورايس على موقع Soccerway.com (الإنجليزية)
- إيدرسون مورايس على موقع عالم كرة القدم.نت (الإنجليزية)
- إيدرسون مورايس على موقع كووورة